# 시레토코곶

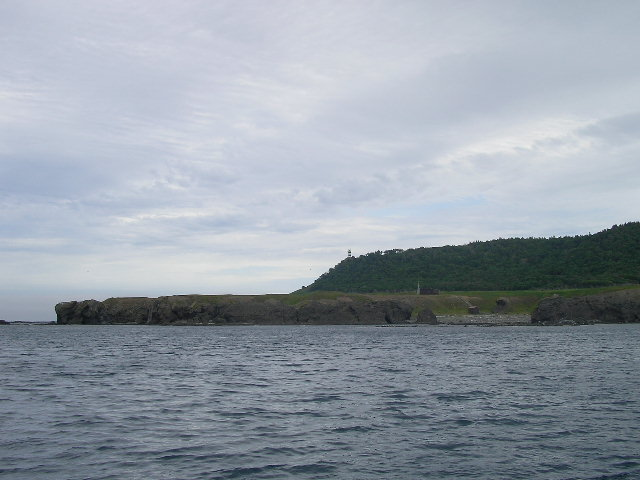
시레토코곶 원경

시레토코곶(일본어: 知床岬 시레토코미사키[*])는 일본 홋카이도 오호츠크 종합진흥국 샤리군 샤리정에 있는 곶이다. 시레토코반도 앞 끝에 위치해 오호츠크해를 향한다.